# Chapelle œcuménique de Turku
La chapelle œcuménique de Turku (en finnois : Pyhän Henrikin ekumeeninen taidekappeli) est une église située dans le quartier de Kaistarniemi dans l'île d'Hirvensalo à Turku en Finlande.

## Présentation
La chapelle est conçue par  Matti Sanaksenaho dont le projet Ichtus gagne en janvier 1996 le concours d'architectes.
La chapelle est construite en 2004 et inaugurée le 15 mai 2005. 
Les vitraux sont peints par Hannu Konola. 
Le retable, les bancs et les portes sont de Kain Tapper.

## Utilisation
À l'origine, la chapelle est conçue comme un lieu de culte pour les patients de l'hôpital voisin. 
Aujourd'hui, elle est œcuménique. Ainsi, par exemple, il est possible d'enlever l'autel et des bougies rapidement. 
Peuvent l'utiliser l'Église évangélique luthérienne et l'Église orthodoxe, l'Église catholique, les adventistes, les baptistes, les méthodistes, l'Église libre, l'Armée du Salut et les pentecôtistes. 
L'édifice accueille aussi des expositions d'art, des concerts et d'autres événements.

## Galerie

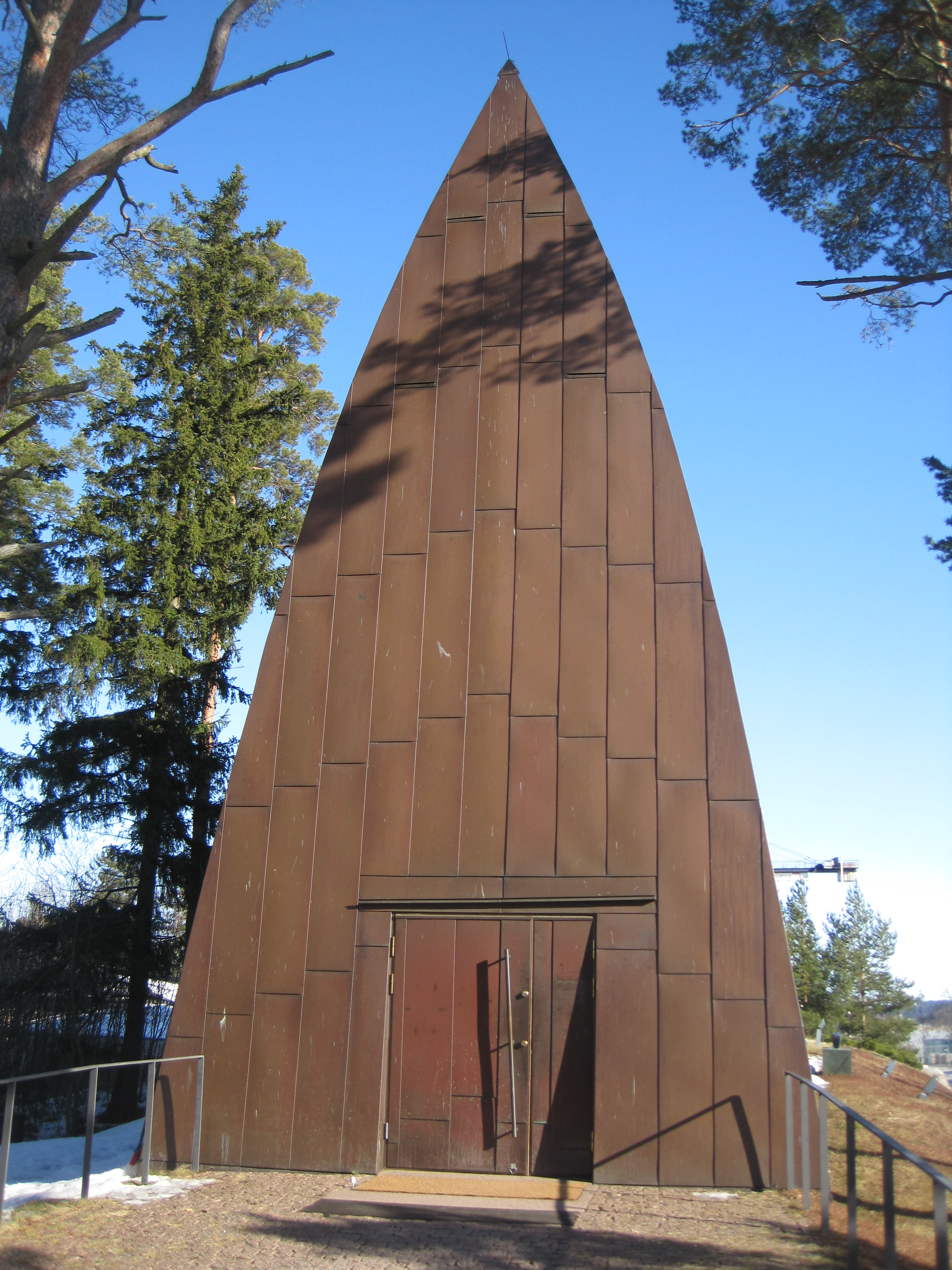
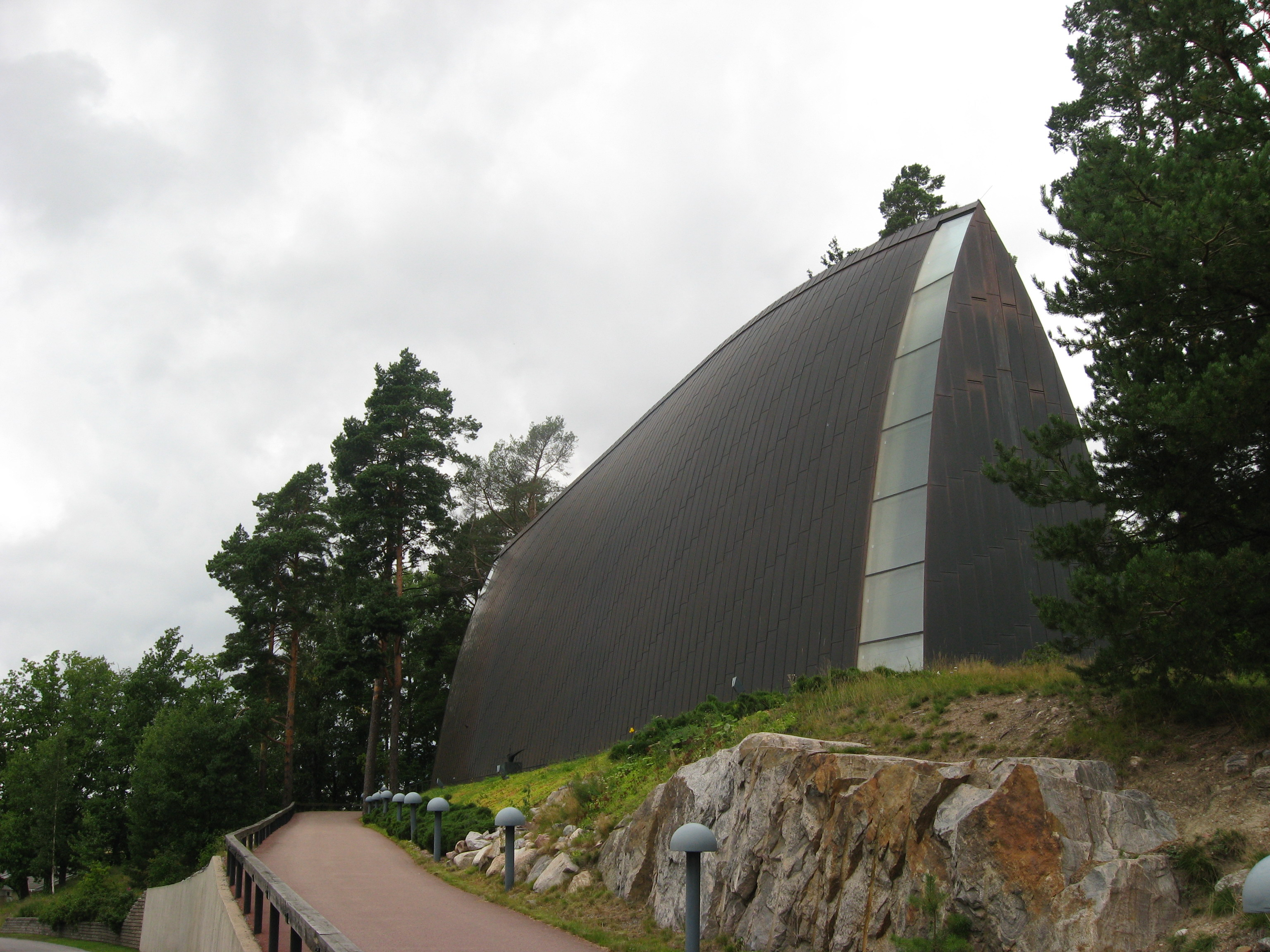
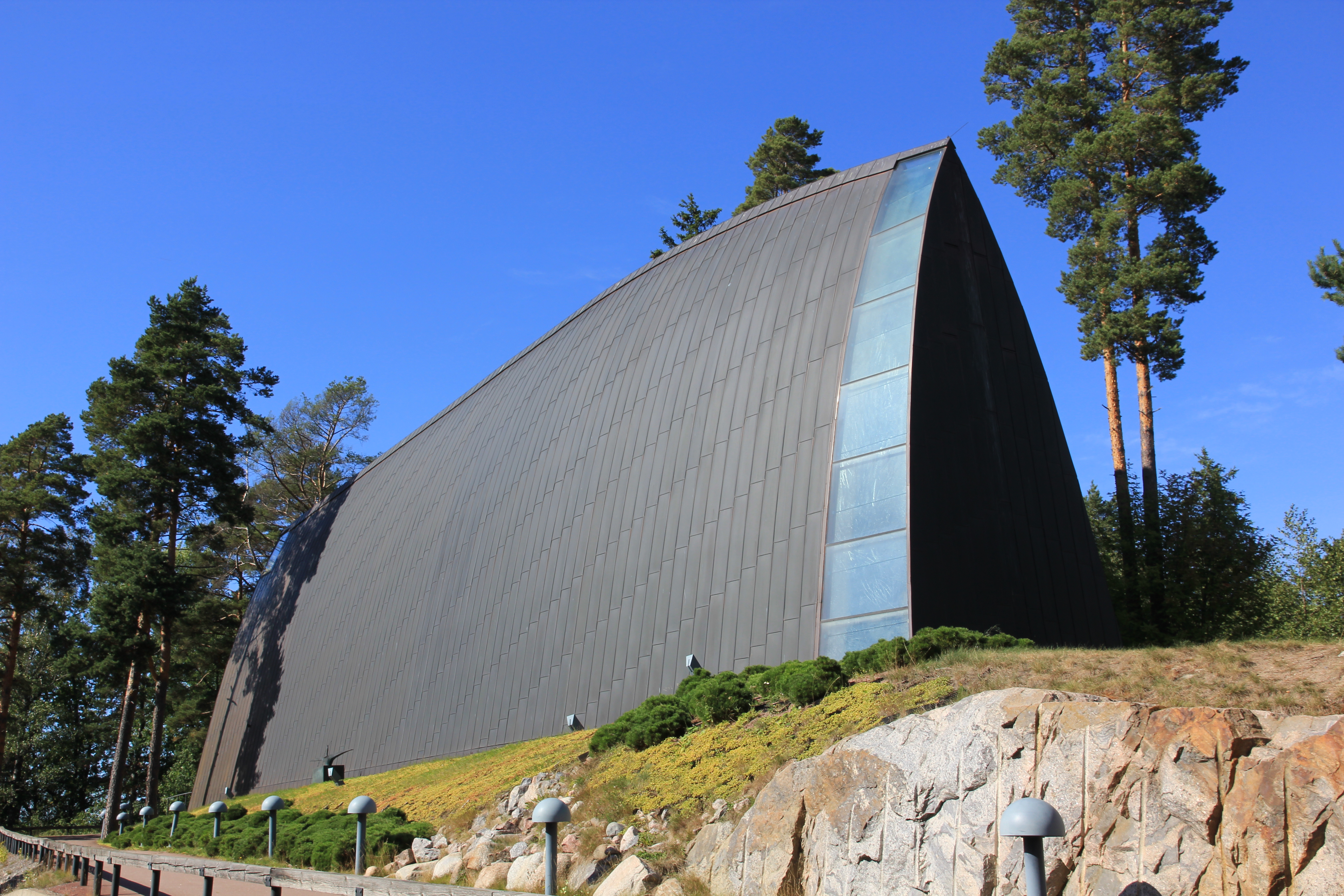
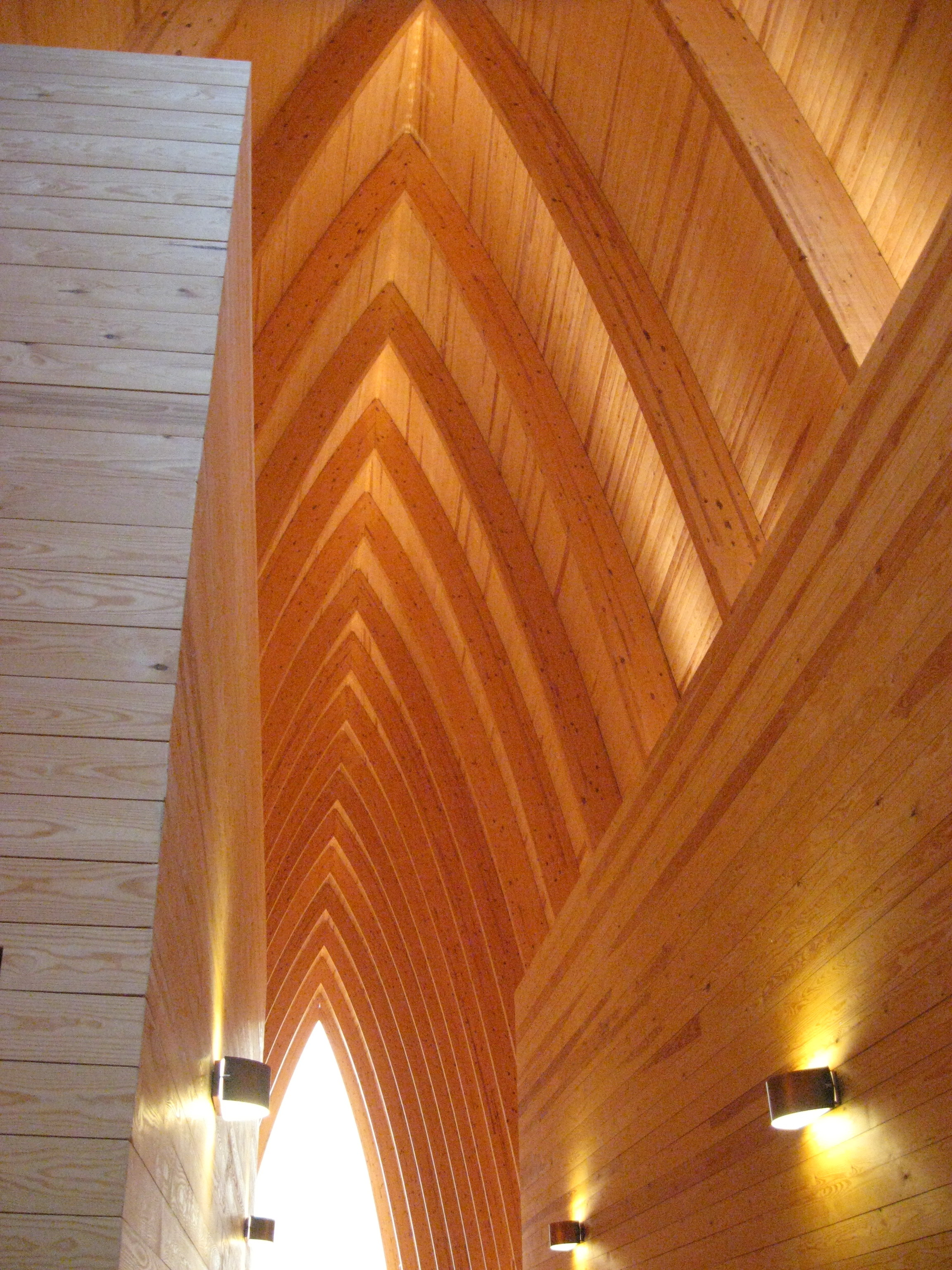
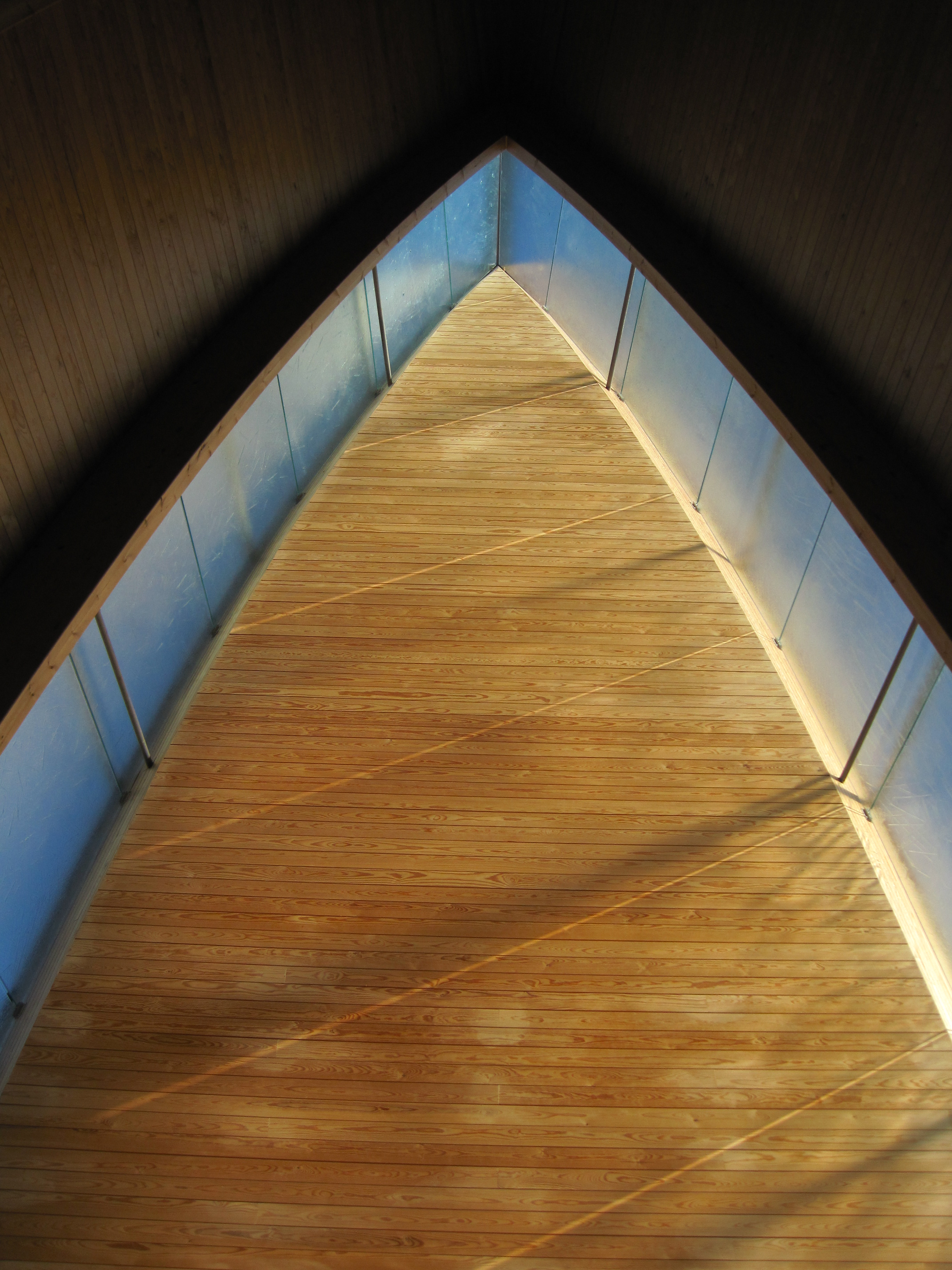